# Aleimma loeflingiana
Aleimma loeflingiana là một loài bướm đêm thuộc họ Tortricidae. Nó được tìm thấy ở châu Âu và Cận Đông.

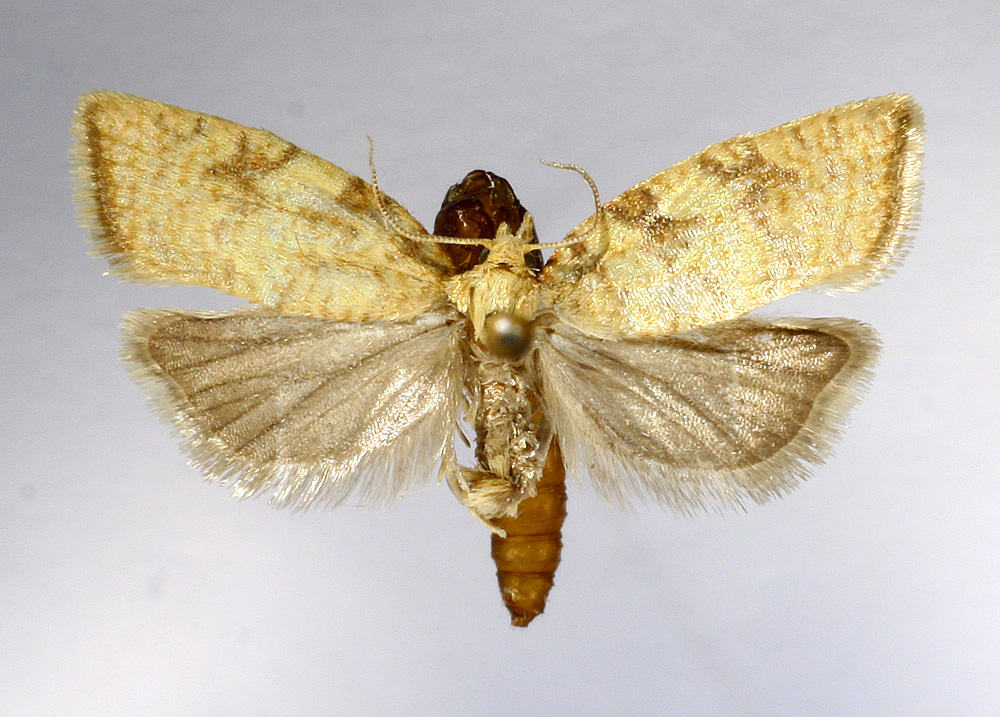

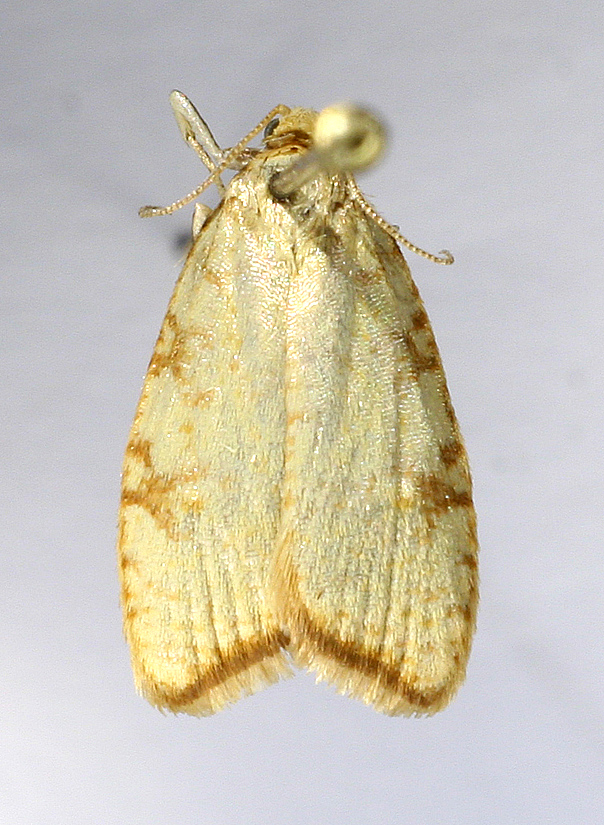

Sải cánh dài 14–19 mm. The moth gặp ở tháng 6 đến tháng 8 from dusk.
Ấu trùng ăn Carpinus betulus, sồi và phong.

## Hình ảnh

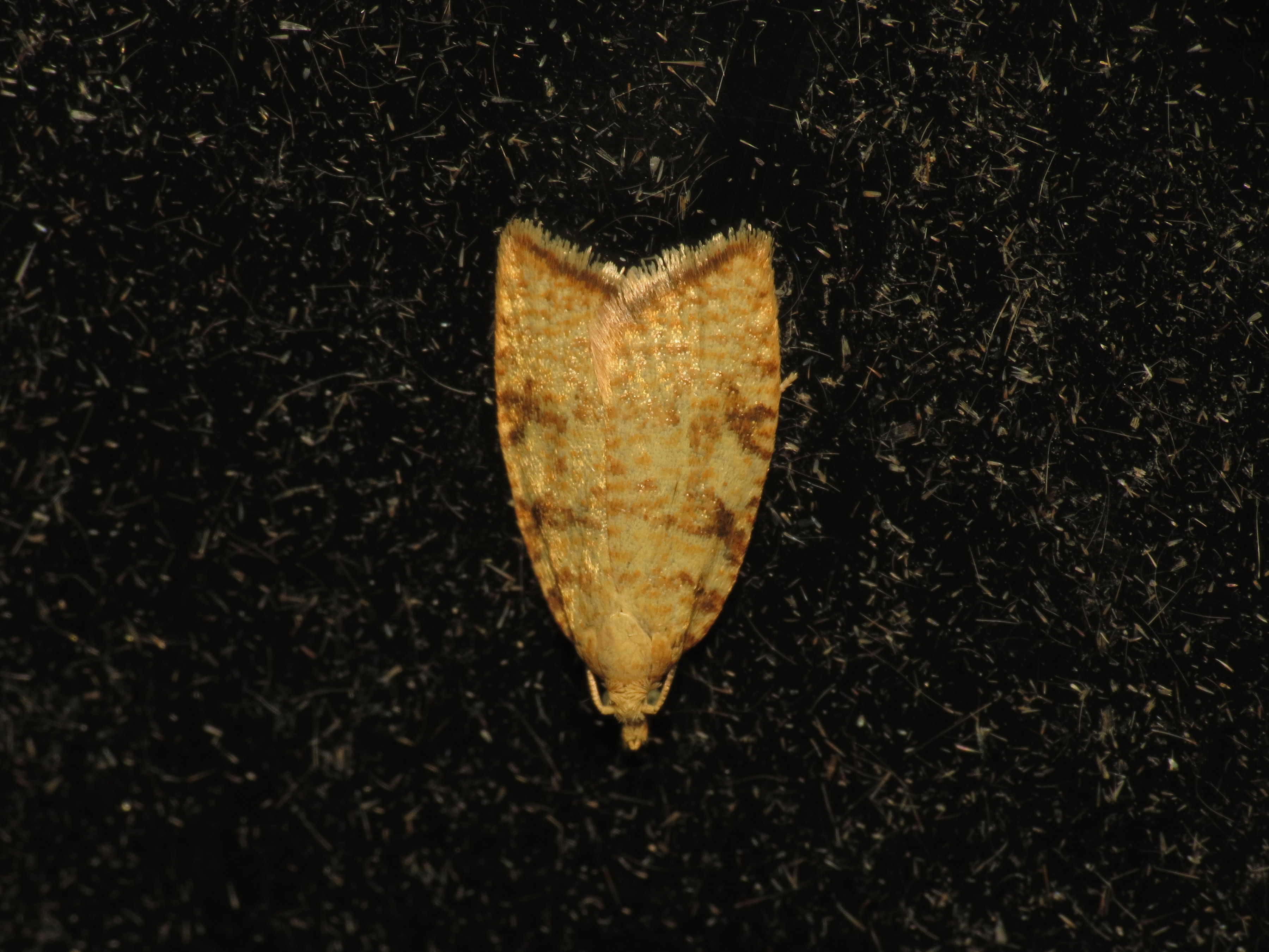
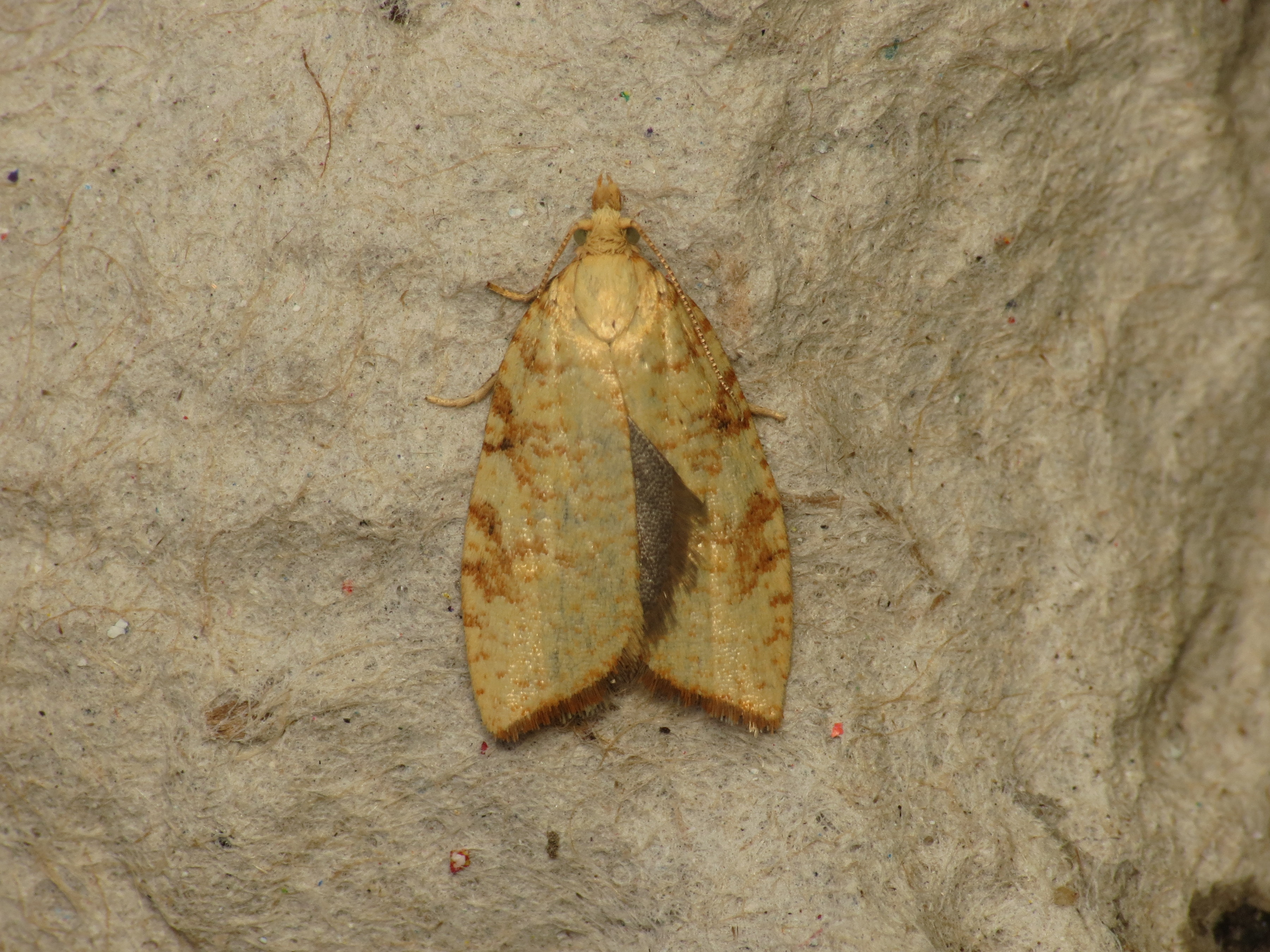
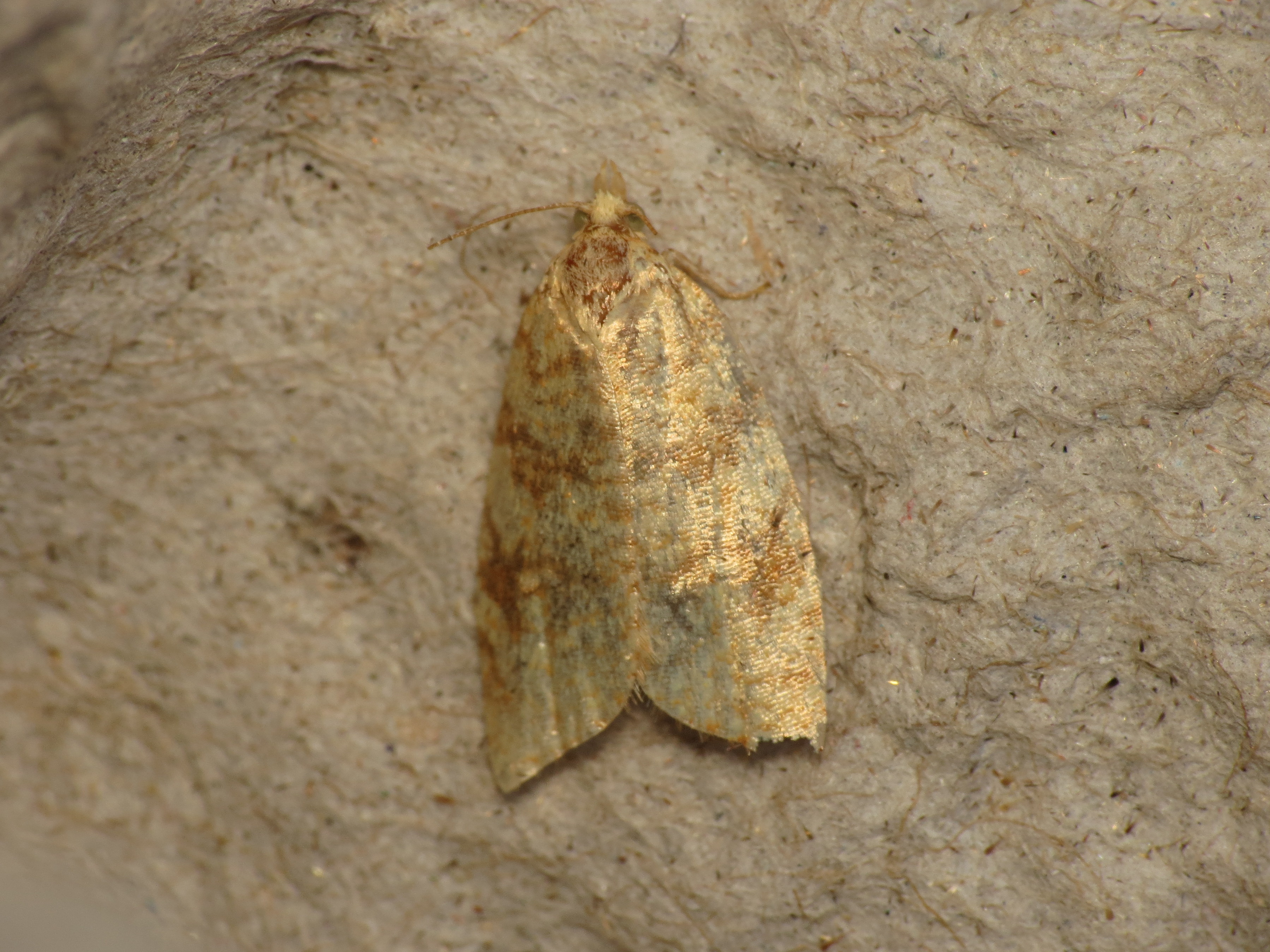
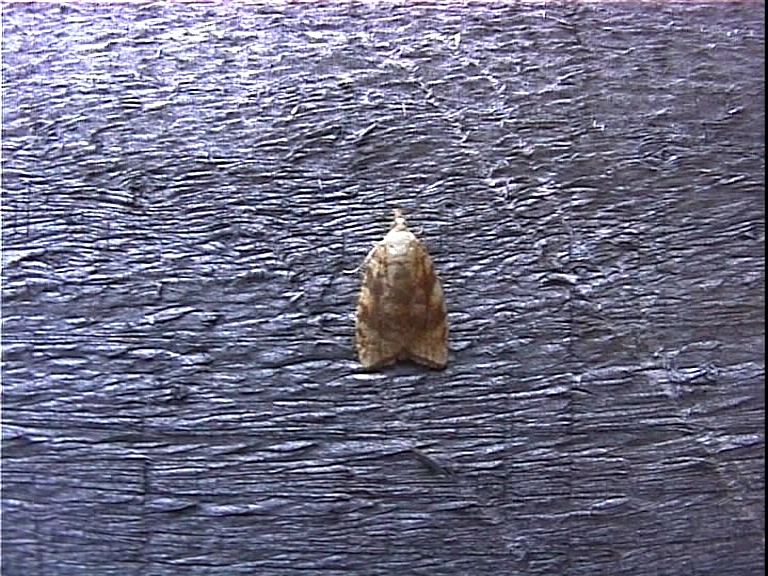